# Cichlasoma zebra
Cichlasoma zebra är en fiskart som beskrevs av Hubbs, 1936. Cichlasoma zebra ingår i släktet Cichlasoma och familjen Cichlidae. Inga underarter finns listade i Catalogue of Life.